# Wirikuta
Wirikuta es uno de los territorios más sagrados de la cosmogonía de los indígenas wixarika (se pronuncia wirrarica, huicholes) ya que según sus creencias la creación del mundo ocurrió en dicho sitio. Pertenece al estado mexicano de San Luis Potosí, parte de los municipios de Catorce, Charcas, Matehuala, Villa de Guadalupe, Villa de La Paz y Villa de Ramos. 
Es desde 1998 parte de la Red Mundial de Sitios Sagrados Naturales de la UNESCO.
Es un área natural protegida estatal de San Luis Luis Potosí, declarada el 7 de octubre de 2000 como «Sitio Sagrado Natural de “Wirikuta y la Ruta Histórico Cultural del Pueblo Wixárika”», con un área protegida de 140 211,85 ha y  138,78 km de la Ruta Histórico Cultural del Pueblo Wixárika. Es administrada por la SEGAM (Secretaría de Ecología y Gestión Ambiental). Fue recategorizada el 9 de junio de 2001.

## Peregrinación
Según la cosmogonía wixarika, cada uno de los cuatro puntos cardinales y el centro de la región wixarika, poseen un territorio sagrado en la que habitan las deidades más importantes:
- Teakata (Santa Catarina, Jalisco), al centro,
- Huaxamanaka (Cerro Gordo, Durango), al norte.
- Haramara (San Blas, Nayarit), al oeste.
- Xapawleyeta (Isla de los Alacranes del Lago Chapala, Jalisco), al sur.
- Wirikuta, en el este.

En dicha zona los wixarika creen salió por vez primera el sol y habitan las deidades y espíritus ancestrales, por tanto, consideran que cada elemento natural que habita en Wirikuta es igualmente sagrado. Uno de los ritos más sagrados es la peregrinación a Wirikuta. Entre los meses de octubre y marzo, se recrea el caminar de los deidades desde el mar en Haramara, al este, hasta el lugar en donde salió el sol (Reunax), el actual Cerro Quemado (Leunaxü). Los dioses fueron guiados por Tatewari, el abuelo fuego. Hasta ahí llegó un venado (maxa) que con sus cuernos elevó el disco solar al cielo, dándole luz al mundo.
Cada año, los maraka'ames (chamanes) huicholes peregrinan desde la región Wixarika en Jalisco hasta San Luis Potosí, a unos 400 km de distancia, como forma de recrear dicho caminar mítico. Actualmente el recorrido se realiza apoyado por diversos medios de transporte. La primera parte de la peregrinación es caminar hasta Takata, un territorio sagrado en la Sierra Madre Oriental, en donde los jicareros (xuxuricare o guardianes de los templos) que peregrinarán pedirán que tengan buen camino. De ahí partirán hacia un kalihuey, un templo mayor en donde prepararán junto a otras autoridades wixarika el caminar hasta Wirikuta.
En el grupo de peregrinación guía un maraka'ame con un grupo de jicareros. En el trayecto deben caminar dos niños con los rostros cubiertos. Durante la marcha, se consume solo agua y se realiza la marcha en silencio y en estado contemplativo. En Wirikuta el primer ritual es la confesión de los peyoteros de sus pecados de índole sexual ante una fogata que evoca a Tatehuari. Mientras, otro maraka'me golpea las piernas de los confesantes con una vara para que no omitan ningún detalle.
La última parte del rito es la recolección del hikuri, el cual llevarán de regreso a sus comunidades, haciendo la recreación cosmogónica del ciclo de la vida.

## Problemática con minería
Desde 2005 el gobierno mexicano ha entregado múltiples concesiones mineras a empresas canadienses, la más conocida: First Majestic Silver Corp en el área de Real de Catorce. 
En diciembre del 2011, la empresa canadiense Revolution Resources anuncio el lanzamiento del Proyecto Universo, un proyecto minero que pretende explotar recursos minerales en 59 678 hectáreas  dentro del Área Natural Protegida de Wirikuta, lo que representa el 42.56% de la superficie total protegida. Por el tipo de yacimientos, el método más adecuado para su explotación sería el de minado a cielo abierto.
La cantidad de agua requerida por la mega minería, provocaría el desecamiento de cuencas hídricas, de acuerdo con informes de la CONAGUA  se encuentran sobreexplotadas y tienen muy poca capacidad de recuperación.

## Flora
La lista de plantas vasculares está conformada por 526 especies. Las familias y géneros mejor representados son Asteraceae, Poaceae, Cactaceae, Fabaceae y Lamiaceae, así como Quercus, Opuntia, Muhlenbergia, Salvia, Agave, Bouteloua y Dissodia. 
Se determinaron la presencia de 19 especies incluidas en NOM-059-SEMARNAT-2010: 
- Chaute (Ariocarpus fissuratus) P
- Chautle (Ariocarpus retusus) Pr
- Biznaga algodoncillo de estropajo (Astrophytum capricorne) A
- Birrete de obispo (Astrophytum myriostigma) A
- Palma de la Sierra Madre Oriental (Brahea berlandieri) Pr
- Biznaga partida olorosa (Coryphantha odorata) Pr
- Biznaga partida (Coryphantha poselgeriana) A
- Biznaga burra (Echinocactus platyacanthus) Pr
- Biznaga (Escobaria dasyacantha) Pr
- Biznaga barril costillona(Ferocactus hamatacanthus) Pr
- Biznaga barril de lima (Ferocactus pilosus) P
- Biznaga palmilla de San Pedro(Leuchtenbergia principis) A
- Laurel (Litsea glaucescens) P
- Peyote (Lophophora williamsii) Pr
- Biznaga(Mammilloydia candida) A
- Biznaga pezón de Tula (Thelocactus tulensis) A
- Biznaga peyotito (Turbinicarpus lophophoroides) Pr
- (Turbinicarpus somiedickeanus) A
- Biznaga cono invertido (Turbinicarpus valdezianus) Pr
- (Ferocactus lastipinus)

En peligro de extinción (P) Amenazada (A) Sujeta a protección especial (Pr) Probablemente extinta en el medio silvestre (E)

## Fauna
Se reportaron 96 especies de aves dentro de la reserva de Wirikuta, dieciséis  de las noventa y seis especies registradas están listadas dentro de la Norma Oficial NOM-059. Además de que dieciséis  de las noventa y seis especies registradas están listadas dentro de la Norma Oficial NOM-059-SEMARNAT-2010 por lo que el Área Natural Protegida (ANP) es de gran importancia para la conservación de especies en riesgo. 
Dentro de los mamíferos se registró un total de seis especies.  Garza morena (Ardea herodias santilucae) Pr Endémica,  gavilán de cooper (Accipiter cooperii) Pr,aguililla pecho rojo (Buteo lineatus) Pr, aguililla de Swainsoni (Buteo swainsoni) Pr, aguililla cola roja (Buteo jamaicensis fumosus/socorroensis) Pr, aguililla real (Buteo regalis) Pr, aguililla rojinegra (Parabuteo unicinctus) Pr,águila real (Aquila crisaetus) A, tórtola coquita (Columbina passerina socorroensis) A Endémica, colibrí pico ancho(Cynanthus latirostris lawrencei) Pr Endémica, (Vireo beilii pusilus) A, (Psaltripanus minimus grindae) Pr Endémica,chivirin cola obscura (Thryomanes bewickii brevicauda) E Endémica, zacatonero garganta blanca (Amphispiza bilineata carmenae/tortugae) A Endémica, junco de Guadalupe (Junco hyemalis insularis) Endémica, pinzón(Carpodacus mexicanus clementis/amplus) P Endémica.
En peligro de extinción (P) Amenazada (A) Sujeta a protección especial (Pr) Probablemente extinta en el medio silvestre (E)